# Malta Cup
Nezaměňovat s Malta Grand Prix.
Malta Cup byl snookerový turnaj pořádaný Světovou asociací profesionálního billiardu a snookeru ve spolupráci se Snooker Promotions Malta, mající své pevné místo ve snookerovém kalendáři až do sezóny 2004/2005. Turnaj byl dříve také známý jako European Open (několikrát se konal na Maltě), jediný bodovaný turnaj mimo britské ostrovy a Irish Open.

## Historie
Jelikož před sezónou 1988/1989 nebyl mimo britské ostrovy organizován žádný bodovaný turnaj, rozhodla se Světová asociace profesionálního billiardu a snookeru rozšířit turnaj na další území. Prvním evropským turnajem se stal European Open konající se v roce 1988 ve Francii. Následují sezónu se přesunul do Belgie a posléze na Maltu.
V sezóně 1996/1997 se turnaj nekonal, aby se následně vrátil na jednu sezónu (1998/1999) pod názvem Irish Open. K dalšímu obnovení došlo v sezóně 2001/2002 opět pod názvem European Opne. Turnaj se konal na Maltě. V roce 2003 se turnaj poprvé uskutečnil v Británii. Následují rok došlo k návratu na Maltu a následně došlo k přejmenování na Malta Cup.
Rok 2006 se zapsal do historie snookeru, když se žádnému anglickému hráči nepodařilo probojovat do čtvrtfinále bodovaného turnaje. V sezóně 2007/2008 se turnaj stal pozvánkovým, ale již další sezónu byl úplně zrušen.

## Vítězové Malta Cupu
| Rok                             | Vítěz                           | Poražený                        | Skóre                           | Sezóna                          |
| European Open (Bodovaný turnaj) | European Open (Bodovaný turnaj) | European Open (Bodovaný turnaj) | European Open (Bodovaný turnaj) | European Open (Bodovaný turnaj) |
| ------------------------------- | ------------------------------- | ------------------------------- | ------------------------------- | ------------------------------- |
| 1989                            | John Parrott                    | Terry Griffiths                 | 9–8                             | 1988/89                         |
| 1990                            | John Parrott                    | Stephen Hendry                  | 10–6                            | 1989/90                         |
| 1991                            | Tony Jones                      | Mark Johnston-Allen             | 9–7                             | 1990/91                         |
| 1992                            | Jimmy White                     | Mark Johnston-Allen             | 9–3                             | 1991/92                         |
| 1993                            | Steve Davis                     | Stephen Hendry                  | 10–4                            | 1992/93                         |
| 1993                            | Stephen Hendry                  | Ronnie O'Sullivan               | 9–5                             | 1993/94                         |
| 1994                            | Stephen Hendry                  | John Parrott                    | 9–3                             | 1994/95                         |
| 1996                            | John Parrott                    | Peter Ebdon                     | 9–7                             | 1995/96                         |
| 1997                            | John Higgins                    | John Parrott                    | 9–5                             | 1996/97                         |
| Irish Open (Bodovaný turnaj)    |                                 |                                 |                                 |                                 |
| 1998                            | Mark Williams                   | Alan McManus                    | 9–4                             | 1998/99                         |
| European Open (Bodovaný turnaj) |                                 |                                 |                                 |                                 |
| 2001                            | Stephen Hendry                  | Joe Perry                       | 9–2                             | 2001/02                         |
| 2003                            | Ronnie O'Sullivan               | Stephen Hendry                  | 9–6                             | 2002/03                         |
| 2004                            | Stephen Maguire                 | Jimmy White                     | 9–3                             | 2003/04                         |
| Malta Cup (Bodovaný turnaj)     |                                 |                                 |                                 |                                 |
| 2005                            | Stephen Hendry                  | Graeme Dott                     | 9–7                             | 2004/05                         |
| 2006                            | Ken Doherty                     | John Higgins                    | 9–8                             | 2005/06                         |
| 2007                            | Shaun Murphy                    | Ryan Day                        | 9–4                             | 2006/07                         |
| Malta Cup (Nebodovaný turnaj)   |                                 |                                 |                                 |                                 |
| 2008                            | Shaun Murphy                    | Ken Doherty                     | 9–3                             | 2007/08                         |